# Congresso dos poderes locais e regionais do Conselho da Europa

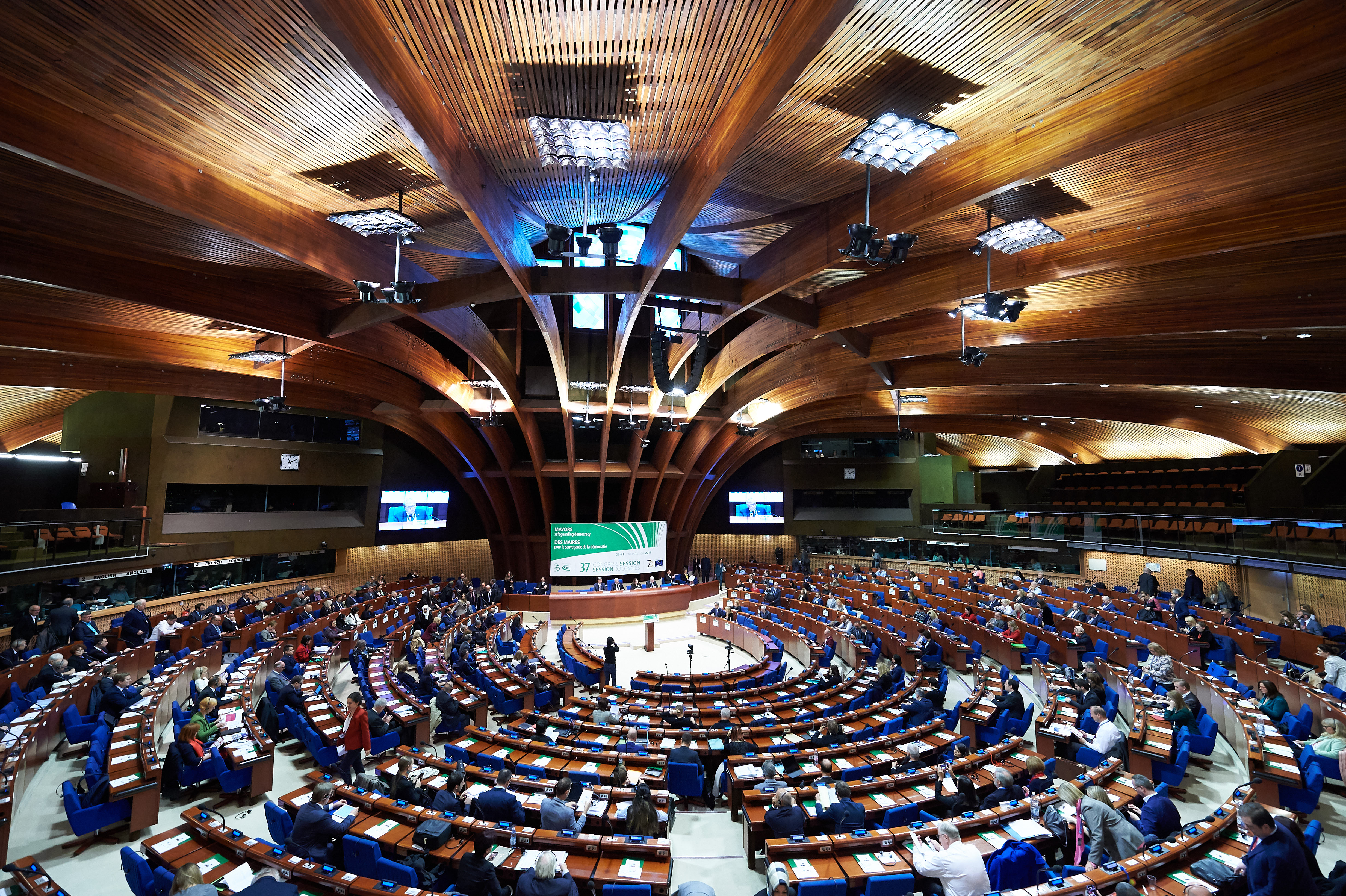
37ª Sessão plenária do congresso.

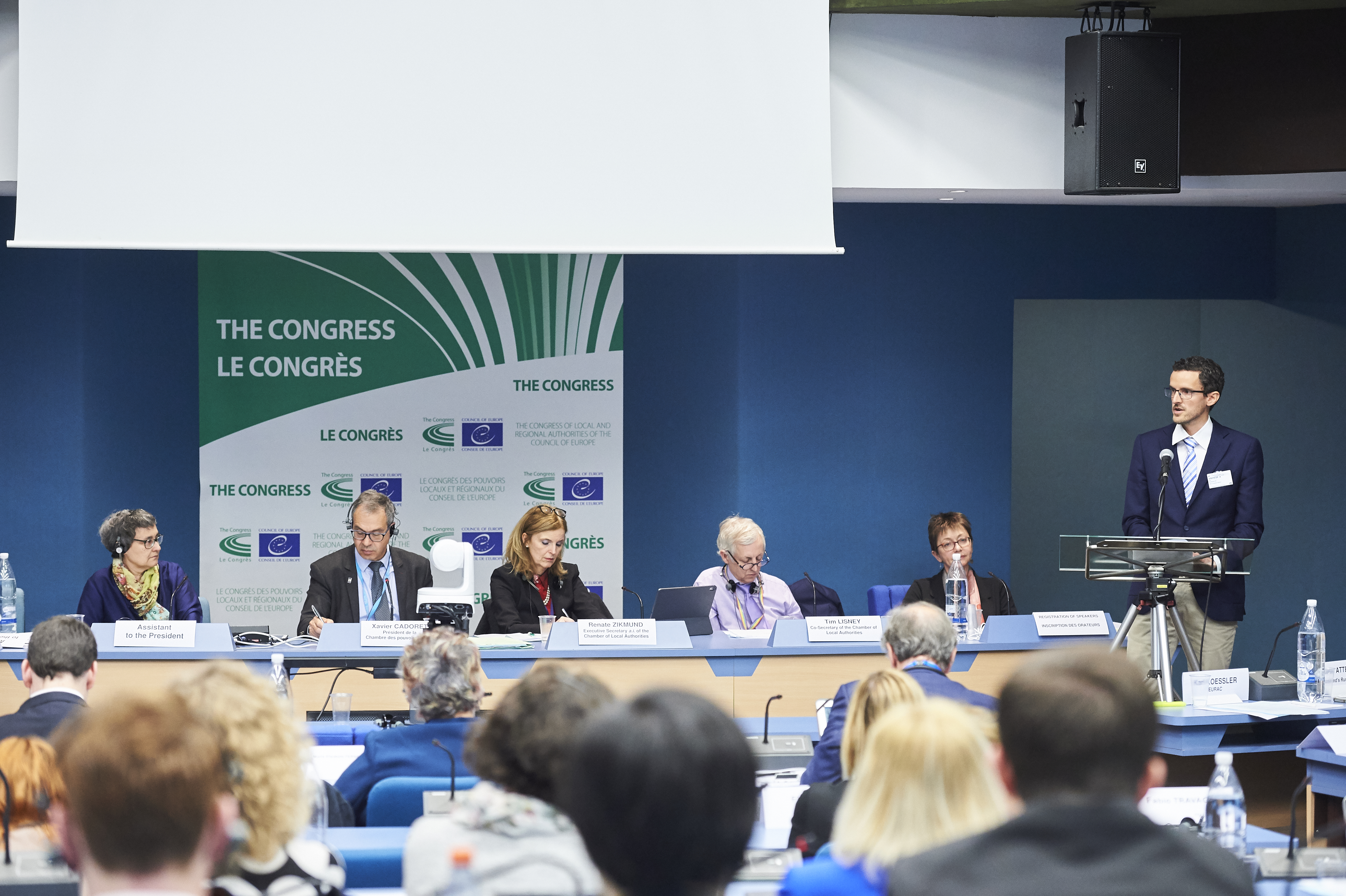
Sessão da Câmara dos poderes locais.

O Congresso dos poderes locais e regionais do Conselho da Europa, também conhecido abreviadamente por Congresso do Conselho da Europa é uma instituição do Conselho da Europa onde estão representadas as autoridades locais e regionais dos 46 membros do Conselho da Europa. A instituição representa mais de 130 000 organismos de poder local e regional e, a par do Comité das Regiões da União Europeia, é a única organização internacional que representa politicamente os municípios e regiões da Europa.
Está dividido em duas câmaras, a Câmara dos poderes locais e a Câmara das regiões. As reuniões plenárias do congresso têm lugar no Palácio da Europa, em Estrasburgo, França, onde também está sediado o secretariado permanente.

## Resumo
A Assembleia do Congresso de Poderes Locais e Regionais está constituída por 612 membros que ocupam cargos eletivos (podem ser conselheiros regionais ou municipais, prefeitos ou presidentes das autoridades regionais), representando a mais de 130,000 autoridades em diferentes estados. A Assembleia fomenta o processo da regionalização e descentralização do poder, além disso da Cooperação transfronteiriça entre Cidades e Regiões. O Congresso realiza Visitas de investigação periódicas a todos os estados membros para supervisionar a implementação da Carta Europeia do Autogoverno local, observa o funcionamento das eleições municipais e autonómicas em seus estados membros e cria tratados internacionais que concordam as bases comuns europeias para proteger os direitos das autoridades locais.

## História
A organização atual foi estabelecida em 14 de janeiro de 1994 por decisão do Comité de Ministros do Conselho da Europa, mas é fruto da evolução de uma instituição cujas origens remontam a 1957, data da criação da Conferência dos poderes locais.
A Conferência dos poderes locais resultou dos pedidos que vinham a ser feitos pela "Assembleia consultiva do Conselho da Europa" desde 1953 no sentido da convocação de uma conferência inspirada na "Carta europeia das liberdades comunais", adotada em 1953 pelo "Conselho das comunas da Europa", uma associação francesa de direito privado criada em 1951, que em 1984 se tornaria o "Conselho das comunas e regiões da Europa".
A convocação da primeira "Conferência dos poderes locais" foi aprovada pelo Comité de Ministros em 1956, tendo a primeira sessão decorrido a 12 de janeiro de 1957 em Estrasburgo, presidida pelo proeminente estadista francês Jacques Chaban-Delmas, que ocupou a presidência até janeiro de 1960. Em 1975, a instituição passou a denominar-se "Conferência dos poderes locais e regionais" e a incluir os órgão de poder regionais, além dos já presentes órgãos locais. Em 1979 voltou a mudar de nome para "Conferência permanente dos poderes locais e regionais", cuja principal realização foi a Carta europeia da autonomia local.
Em 1979 começou a Conferência Permanente dos poderes locais e regionais da Europa. Depois de seis anos, em 1985 adoptou a Conferência Permanente  a Carta europeia  do Autogoverno local, reconhecendo o papel do crescente Desenvolvimento da Democracia local que se transformou em um Achado mais importante da Organização. A Carta ficou aberta para assinatura em 1985 e foi então assinada por todos os Membros do Conselho Europeu. Em 1994 a conferência permanente perguntou a Comissão de Ministros que se aumenta a aceitação do Estatuto e a Conferência permanente se converteu em o presente Congresso dos Poderes Locales e Regionais do Conselho da Europa.
Em 2005, durante a Cimeira de Varsóvia, os chefes de estado e de governo dos estados membros do Conselho Europeu afirmaram novamente a importância de Democracia local e regional para Europa e destacaram a Importância do Propósito do Congresso em sua Missão, apoiando novamente seu mandato.
Em outubro de 2010 o Congresso adoptou uma abrangente reforma de suas estruturas e atividades com a intenção de aumentar o impacto das suas ações e fazê-las mais efetivas e relevantes para os cidadãos europeus e seus representantes escolhidos. As novas Propriedades focam-se em 5 áreas:
A supervisão da democracia local e regional, a observação das eleições municipais e autonómicas, auxilio da supervisão, a dimensão local e regional dos direitos humanos e outras atividades temáticas temporais.
Designadamente as Mudanças estruturais incluem a Criação de três novas Comissões, substituindo  os quatro existentes precedentes: a Comissão da Supervisão, a Comissão do Governo e a Comissão de Assuntos atuais. Além disso, quando a reforma estatuária foi criada, a Ordem dos Membros do Congresso foi estendida a quatro anos e também se aplicou o requisito de 30% de representação feminina nas delegações nacionais aos membros substitutos. A função do Departamento, como Corpo executivo do Congresso, foi fortalecido e os textos foram adaptados a Temas mais concretos para o Processo de Seguimento.
À luz desta reforma, o Ministro da Comissão adoptou uma versão revista da resolução estatutária e da Carta do Congresso em janeiro de 2011. O Congresso adotou suas novas Regras de Procedimento em Março de 2012. As Prioridades mais recentes foram estabelecidas em 2013 pelo Congresso.

## Função
O Congresso é a voz de 130 000 regiões e municípios europeus, trabalhando para fortalecer a democracia e os serviços a nível local e regional. O Congresso adota recomendações e opiniões em assuntos de seu âmbito e apresenta-os à Comissão de Ministros e/ou à assembleia parlamentar. Também adota resoluções e leva a cabo a supervisão das eleições municipais e regionais dos seus estados membros. O Congresso desenvolve seus objetivos com colaboração de associações nacionais, internacionais, observadores e outros colaboradores. Dentro do quadro regulamentar da sua missão de supervisão da democracia local e regional, o Congresso prepara diferentes tipos de relatórios: inspeção, relatórios temáticos e observação de eleições.
Dialogo com Governos
Como parte de  Supervisão da Democracia regional em Europa, o Congresso mantém um Dialogo regular com os Estados membros do Conselho Europeu. A Comité dos Ministros, que inclui os 46 ministros dos Negócios Estrangeiros de esses Estados, a Conferência dos ministros responsáveis por  autoridades locais e regionais e alem disso seus Comités de direções respectivas. Varias vezes ao ano o Presidente e o Secretario general do Congresso fornecem aos representantes dos estados membros no Comité dos ministros um expediente das suas atividades e desenvolvem um intercâmbio de visualizações. O congresso também tem contacto direto com os governos nacionais, em particular, na ocasião de visitas oficiais em seus estados membros, ou durante de visitas de seguimento ou supervisões de eleições municipais e autonómicas. 

## Estrutura
Bureau
O Bureau do Congresso, constituído pelos membros da câmara de poderes locais e a câmara das regiões, sob liderança do Presidente do Congresso, e o responsavel das sessões plenárias, a Coordenação do trabalho das câmaras, os comités, bem como o orçamento.
Câmaras
Câmaras de Autoridades locais
O Propósito principal da Câmara de Poderes Locais é a Observação da Situação da Democracia local e as 
Eleições à base da Carta Europeia do Autogoverno. Esta Carta permite o Dialogo entre as Comunidades, e dando-lhes uma Voz comum. A Carta de poderes locais também se encarrega de temas sociais e apoia a 
Cooperação das Cidades europeias, em forma de diálogos interculturais, e-democracia e multiculturalismo. Também promove o Principio da Democracia fora de Europa, através de diálogo euro-árabe entre cidades e a Cooperação Euro-mediterrânica. Em suas Reuniões que se realizam duas vezes por ano durante as sessões plenárias, a Câmara de Poderes locais adopta recomendações, resoluções e decisões.
Se for necessário, a câmara de poderes locais também pode requerer a um membro a realização de um relatório sobre uma pergunta relevante de sua Área de especialização. A Câmara de Poderes Locais e Regionais deve examinar temas que sejam relevantes de sua  jurisdição, concretamente temas da atualidade relacionadas com a dimensão local de Europa e se for necessário, pode suscitar um debate no Congresso.
Sessão do Congresso
Câmara das Regiões
A Câmara das Regiões está formada por representantes das Autoridades que actuam entre o nível local e central do Governo. A Autoridade deve ter o autogoverno ou Poderes  estaduais e deve poder responsabilisar-se por uma parte substancial de assuntos de Interesse publico, em favor de sua Comunidade e tendo em consideração o Principio da subsidiariedade. A Câmara das Regiões preenche o papel das Regiões dentro dos Estados membros do Congresso, a Democracia regional, a Cooperação inter-regional e a Economia regional.
Fórum estatutário
Com a adoção da Carta revisada do Congresso do 19 de Janeiro 2011, o antigo Comité permanente foi substituído pelo fórum reformatório. Este Fórum está composto por altos cargos de todas as delegações nacionais, em conjunto com os membros do Bureau do Congresso. O Fórum age em nome do Congresso entre Sessões e pode ser convocado em qualquer momento pelo Presidente do Congresso, em função das Necessidades.
Comitês
Em Conjunto com a formulação de prioridades para o período 2011-2012 em outubro de 2010, o Congresso também criou três novos comitês: o comité de Supervisão, o comité de Governação e o Comité de Assuntos Atuais. Os comités preparam a maioria dos relatórios que se submetem às sessões plenárias. 
Comitê de Supervisão
O Comitê de Supervisão foi estabelecido para supervisionar a Respeito do compromisso e as Obrigações dos Estados membros relativas à Carta Europeia do Auto-governo local; é responsável pela Supervisão da implementação da Carta. O Comitê de Supervisão também supervisiona os câmbios institucionais nas Regiões de Europa e desenvolve Relatórios sobre a Situação da Democracia regional e local. Fomenta aos estados a avaliar a sua situação, em relação a Carta, e identificar os obstáculos que travam sua implementação.
Comitê de Governança
O Comitê de Governança é responsável por assuntos relacionados com o estatuto mandatário do Congresso. Estes incluem as Finanças publicas, Cooperação transfronteiriça e inter regional, e-democracia e cooperação com os Membros do Governo.
Comitê de Assuntos atuais
O comitê de assuntos atuais examina o Papel dos Governos regionais e locais à luz dos desafios da sociedade atual. Entre outros trabalhos, este Comitê também se encarrega de temas como a coesão social, a Educação e o Desenvolvimento sustentável, desde os Valores principais do Conselho de Europa.
Grupo de Especialistas Independentes na Carta Europeia de Autonomia local
O Grupo de Especialistas Independentes ajuda os três Comitês estatuários a carregar suas Responsabilidades em Democracia local e regional, en Relação com a Carta Europeia. Os Especialistas são contratados de universidades e outros centros de investigação, baseado na sua especialização no direito, economia ou ciências politicas e tem uma nomeação de quatro anos que é renovável. O Grupo de Especialistas Independentes estão encaregados a assistir ao Congresso que inclui:
1.	Preparação de Relatórios sobre a Condição da Democracia local e regional entre os Estados membros (relatórios de supervisão) 
2.	Preparação de Relatórios sobre Aspectos específicos dentro  de um estado membro ou um grupo de estados membros (relatórios específicos de supervisão)
3.      Preparação de Relatórios sobre uma resolução especifica dentro de um estado-membro, ou um grupo de estados-membros (relatórios de pesquisa)
4.	Preparação de Relatórios sobre questões de interesse para as Autoridades locais e regionais
5.      Preparação de Relatórios sobre a promoção da Democracia local e regional
Secretária
A Secretária do Congresso é presidida pelo Secretário General, que é elegido durante um período de cinco anos, pela sessão plenária do Congresso. O secretário-general está apoiado pelo Diretor do Congresso. A Secretária das Câmaras do Congresso está ocupada pelos Secretários executivos, que são nomeados pelo secretário-geral  depois do Conselho com o Congresso.
Composição
A conferência é composta por 306 elementos titulares e outros tantos suplentes eleitos pelos poderes locais e regionais dos países membros. Os mandatos teem a duração de duas sessões ordinárias, ou seja, dois anos. Os membros agrupam-se por delegações nacionais e por grupos políticos: EPP/CCE (Grupo do Partido Popular Europeu-Democratas Cristãos), SOC/G/PD (Grupo de Socialistas, Verdes, Democratas Progressistas), GILD (Grupo Independente e Liberal Democrata) e NI (membros que não pertencem a nenhum grupo político do Conselho).

### Repartição de mandatos

| Estado                                                                                        | Membros representantes - Membros suplentes | Estado             | Membros representantes - Membros suplentes |
| --------------------------------------------------------------------------------------------- | ------------------------------------------ | ------------------ | ------------------------------------------ |
| Albânia                                                                                       | 4-4                                        | Itália             | 18-18                                      |
| Alemanha                                                                                      | 18-18                                      | Letônia            | 3-3                                        |
| Andorra                                                                                       | 2-2                                        | Liechtenstein      | 2-2                                        |
| Armênia                                                                                       | 4-4                                        | Lituânia           | 4-4                                        |
| Áustria                                                                                       | 6-6                                        | Luxemburgo         | 3-3                                        |
| Azerbaijão                                                                                    | 6/6                                        | Macedônia do Norte | 3-3                                        |
| Bélgica                                                                                       | 7-7                                        | Malta              | 3-3                                        |
| Bósnia e Herzegovina                                                                          | 5-5                                        | Moldávia           | 5-5                                        |
| Bulgária                                                                                      | 6-6                                        | Mónaco             | 2-2                                        |
| Chipre                                                                                        | 3-3                                        | Montenegro         | 3-3                                        |
| Croácia                                                                                       | 5-5                                        | Noruega            | 5-5                                        |
| Dinamarca                                                                                     | 5-5                                        | Países Baixos      | 7-7                                        |
| Eslováquia                                                                                    | 5-5                                        | Polónia            | 12-12                                      |
| Eslovênia                                                                                     | 3-3                                        | Portugal           | 7-7                                        |
| Espanha                                                                                       | 12-12                                      | Reino Unido        | 18-18                                      |
| Estónia                                                                                       | 3-3                                        | Chéquia            | 7-7                                        |
| Finlândia                                                                                     | 5-5                                        | Roménia            | 10-10                                      |
| França                                                                                        | 18-18                                      | San Marino         | 2-2                                        |
| Geórgia                                                                                       | 5-5                                        | Sérvia             | 7-7                                        |
| Grécia                                                                                        | 7-7                                        | Suécia             | 6-6                                        |
| Hungria                                                                                       | 7-7                                        | Suíça              | 6-6                                        |
| Irlanda                                                                                       | 4-4                                        | Turquia            | 18-18                                      |
| Islândia                                                                                      | 3/3                                        | Ucrânia            | 12-12                                      |
| Total = 306 Membros representantes + 306 Membros suplentes, ou seja, 612 membros do congresso |                                            |                    |                                            |